# Dizionario delle collocazioni
Der Dizionario delle collocazioni ist ein innovatives Spezialwörterbuch der italienischen Sprache. Es erschien 2012 in erster und 2018 in zweiter Auflage. Der Untertitel lautet: Le combinazioni delle parole in italiano. Die Autorin ist Paola Tiberii. Das mehr als sechshundertseitige Wörterbuch gehört zur Kategorie der 
Kollokationswörterbücher. Es erscheint im Verlag Zanichelli.

## Charakteristik
Das Wörterbuch enthält mehr als 6.000 Artikel. Entsprechend der Gerichtetheit von Kollokationen (zum Beispiel tessere un elogio), die aus frei gewählten Basiswörtern (ELOGIO) und normgerecht zu wählenden sogenannten Kollokatoren (tessere) bestehen, trägt das Wörterbuch nur Basiswörter ein und liefert dazu Kollokatoren (fast 200.000). So enthält der Artikel COMPROMESSO insgesamt 64 Kollokatoren (36 Adjektive, 27 Verben und eine Zusammensetzung). Die Kollokatoren werden in alphabetischer Ordnung aufgelistet. Auf Beispiele wird verzichtet.
Auf den einführenden Seiten wird erklärt, dass der einfache Satz Ho avuto una grande delusione mit Hilfe des Wörterbuchs verbessert werden kann zu: Ho fronteggiato brillantemente una profonda delusione nata da una sconfitta del tutto inaspettata (mit den Kollokationen profonda DELUSIONE, fronteggiare una DELUSIONE, FRONTEGGIARE brillantemente, del tutto INASPETTATA).